# Кузман Траянов
Кузман Николов Траянов е български революционер, деец на Вътрешната македоно-одринска революционна организация.

## Биография
Кузман Траянов е роден през 1885 година в демирхисарското село Доленци, тогава в Османската империя. Остава неграмотен и се включва като четник във ВМОРО. На 18 юли 1903 година става четник в четата на Сотир Ристев. На 20 юли, датата на избухването на Илинденското въстание, участва в нападението над Ново село, а след това четата се оттегля в Брезово. След това сражение преминава в четата на Никола Дечев и на 10 август се сражава в местността Герамидница край Сувополе, в която битка загива войводата Йордан Пиперката. След потушаването на въстанието Кузман Траянов се укрива в родното си село. От 1904 година Кузман Траянов минава в легалност, но продължава с революционната дейност. Застава начело на селския комитет в Доленци до Младотурската революция от юли 1908 година.
След началото на сръската окупация на Вардарска Македония и потушаването на Охридско-Дебърското въстание в 1912 година Кузман Траянов е тормозен от новите сръбски власти. През 1913 година получава писмо от Петър Чаулев и Христо Матов, в което става въпрос за повдигане на ново въстание и е предназначено за революционния комитет в Жван. Той го предава на Йоше Петрев от Жван, който обаче дава писмото на сърбоманите Пейко Вукович от Сопотница и Никола Стойков от Бабино, които сформират сръбска чета и арестуват Кузман Траянов, Никола Стефанов Макаревски, Илия Секулов и Ангел Тренчев от Големо Илино. Арестувани са и са изтезавани първо в Крушево, а след това в Битолския затвор. По време на българското управление в Македония през Първата световна война Кузман Траянов е кмет на родното си село.
През май 1919 година Кузман Траянов и Илия Секулов са арестувани отново от сръбските власти и са затворени в Крагуевац. По-късно са освободени. Дочаква освобождението на Вардарска Македония през 1941 година. Женен, с трима сина и три дъщери.